# Charles-Antoine De Latre
Charles-Antoine de Latre (Roesbrugge-Haringe, 3 september 1753 - Veurne, 28 oktober 1817) was burgemeester van Veurne.

## Levensloop
Charles-Antoine de Latre de Cappelbrughe was de zoon van Felix de Latre, heer van Poele, en van Colomba van Bambeke.
Hij trouwde met Jeanne Loor (Veurne 1759-1831), dochter van een schepen van de stad en kasselrij Veurne, Jean Loor.
De Latre werd licentiaat in de rechten en advocaat bij de Raad van Vlaanderen. Onder het ancien régime was hij schepen en keurheer van Veurne. In de Franse tijd werd hij sous-préfet voor het arrondissement Veurne, maire van Veurne en lid van de algemene raad van het departement. In het Verenigd Koninkrijk der Nederlanden was hij onder-intendant voor hetzelfde arrondissement.
In 1816 verkreeg De Latre adelserkenning en inschrijving in de West-Vlaamse ridderschap.